# Causeway Bay
Pour la station de métro, voir Causeway Bay (MTR).
Causeway Bay (chinois simplifié : 铜锣湾 ; chinois traditionnel : 銅鑼灣 ; pinyin : Tóngluó Wān) est un quartier de Hong Kong sur l'île de Hong Kong, sur les districts de Wan chai et de Eastern.